# ОШ „Лаза К. Лазаревић” Шабац
ОШ „Лаза К. Лазаревић” је најбројнија школа у Мачванском управном округу. Налази се у улици Масарикова 136, у Шапцу.

## Историјат
Први запис о овој школи датира од 25. октобра 1945. године. Под бројем 3. се налазила у Масариковој улици и имала четири одељења са 127 ученика. Половином јуна 1951. одлуком Савета за просвету и културу Градског народног одбора формиране су „Осмолетка бр. 1” у улици Вука Караџића, „Осмолетка бр. 2” у Карађорђевој улици и „Осмолетка бр. 3” у згради Гимназије. Последњи пут се под овим називом помиње 10. јула 1955. (под бројем 10289) у Деловодном протоколу Градског народног одбора јер се маја 1953. на основу Закона о школству уводе називи школа, а негде се враћају ранија имена. Тако су настале Осмогодишња школа „Вук Караџић”, Осмогодишња школа „Јанко Веселиновић” и Осмогодишња школа „Лаза К. Лазаревић”.
Поднели су захтев за израду новог штамбиља и печата 16. јула 1953, који су им достављени 1. августа 1953. и тада се први пут помиње, под наведеним називом, у протоколу од 14. септембра 1953. (број 13510). Од јуна 1954. су издавали сведочанства под именом Осмогодишња школа „Лаза К. Лазаревић”. Почетком 1955. је изашао Општински закон о управљању у школама, основицу управљања представљао је Школски одбор од једанаест чланова.
У новоподигнуту зграду у Масариковој улици школа је пресељена 1960. године, када је добила данашњи назив. Решење је издала Општинска скупштина под бројем 06-3134/1 од 11. априла 1963. и тако је школа регистрована као самостална установа.
Садржи модерну спортску халу, едукативни–научни парк, парк другарства, дигиталне информатичке кабинете, интерактивне учионице, медија клуб, библиотеку, супернову и продужени боравак. У оквиру школе ради седам издвојених јединица, у селима Јевремовац, Варна, Маови, Слатина, Поцерски Метковић, Десић и Грушић. У Варни је организована осмогодишња настава, а у другим јединицама комбинована и неподељена.